# PGC 73026
LEDA/PGC 73026 ist eine kompakte Linsenförmige Galaxie vom Hubble-Typ S0a im Sternbild Pegasus am Nordsternhimmel. Sie ist schätzungsweise 359 Millionen Lichtjahre von der Milchstraße entfernt und hat einen Durchmesser von etwa 80.000 Lichtjahren. Vom Sonnensystem aus entfernt sich das Objekt mit einer errechneten Radialgeschwindigkeit von näherungsweise 7.900 Kilometern pro Sekunde.
Im selben Himmelsareal befinden sich unter anderem die Galaxien PGC 72900, PGC 73044, PGC 73171, PGC 1557036.